# Peribatodes unigrisea
Peribatodes unigrisea là một loài bướm đêm trong họ Geometridae.